# Avnia indica
Avnia indica là một loài tò vò trong họ Ichneumonidae.